# Liga Nacional de Futsal Argentina
La Liga Nacional de Futsal Argentina (LNFA) fue una competición de fútbol sala en la cual participaban los mejores clubes de toda Argentina. Buscaba como principal objetivo el desarrollo de este deporte en el interior del país. Aprovechando el éxito de haber logrado el Campeonato Mundial 2016, Diego Giustozzi, por entonces DT de la Selección Argentina, fue uno de los principales impulsores de la creación de la Liga. La Liga reemplazo al Torneo Nacional de Futsal.
La liga fue reemplazada por el Torneo Regional Amateur del Consejo Federal del Fútbol Argentino para determinar los clasificados del interior del pais al Torneo Clasificatorio (competición que determina los clasificados a la Copa Libertadores de Futsal) en conjunto con los clasificados del Campeonato de Futsal AFA. 

## Forma de disputa[3]
La Liga Nacional de Futsal Argentina se dividía en tres etapas: Fase Preliminar Provincial (organizada por el Consejo Federal), Fase Regional (organizada por AFA) y Fase Final Nacional (también organizada por AFA).

### Fase Preliminar Provincial
Participaban los equipos que clasifiquen de sus respectivas Ligas del Interior intervinientes, de donde clasifican 52 equipos a la Fase Regional conforme la disputa establecida por el Consejo Federal.

### Fase Regional[4]
Cada una de las Zonas se disputará en Sedes fijas que serán establecidas oportunamente. Esta instancia está dividida en cinco Zonas, cuyos ganadores clasificarán a la Fase Final Nacional, conformadas según siguiente detalle:

#### Región Patagonia
| Liga                              | Ciudad       | Provincia        |
| --------------------------------- | ------------ | ---------------- |
| Liga Rionegrina de Fútbol         | Viedma       | Río Negro        |
| Liga de Fútbol de Bariloche       | Bariloche    | Río Negro        |
| LFS Filial Río Turbio             | Río Turbio   | Santa Cruz       |
| Liga de Fútbol Sur de Santa Cruz  | Río Gallegos | Santa Cruz       |
| Liga Oficial de fútbol Río Grande | Río Grande   | Tierra del Fuego |
| Liga Ushuaiense de fútbol         | Ushuaia      | Tierra del Fuego |
| Liga de Fútbol Valle del Chubut   | Trelew       | Chubut           |

#### Región Cuyo
| Liga                                  | Ciudad         | Provincia |
| ------------------------------------- | -------------- | --------- |
| Liga Sanjuanina de Fútbol             | San Juan       | San Juan  |
| Liga Sarmientina de Fútbol            | Media Agua     | San Juan  |
| Liga Calingastina de Fútbol           | Calingasta     | San Juan  |
| Liga Sanluiseña de Fútbol             | San Luis       | San Luis  |
| Liga de Fútbol de Villa Mercedes      | Villa Mercedes | San Luis  |
| Liga Rivadaviense de Fútbol           | Rivadavia      | Mendoza   |
| Liga Regional de Fútbol de Río Cuarto | Río Cuarto     | Córdoba   |

#### Región Provincia de Buenos Aires Interior
| Liga                                   | Ciudad        | Provincia    |
| -------------------------------------- | ------------- | ------------ |
| Liga Marplatense de Fútbol             | Mar del Plata | Buenos Aires |
| Liga del Sur                           | Bahía Blanca  | Buenos Aires |
| Liga Nicoleña de Fútbol                | San Nicolás   | Buenos Aires |
| Liga de Fútbol del Partido de la Costa | Mar del Tuyú  | Buenos Aires |
| Liga Deportiva del Oeste               | Junín         | Buenos Aires |
| Liga Chascomunense de Futbol           | Chascomús     | Buenos Aires |

#### Región Centro
| Liga                                    | Ciudad          | Provincia  |
| --------------------------------------- | --------------- | ---------- |
| Asociación Rosarina de Fútbol           | Rosario         | Santa Fe   |
| Liga Santafesina de Fútbol              | Santa Fe        | Santa Fe   |
| Liga Cañadense de Fútbol                | Cañada de Gómez | Santa Fe   |
| Liga Departamental de Fútbol San Martín | San Jorge       | Santa Fe   |
| Liga Concordiense de Fútbol             | Concordia       | Entre Ríos |
| Liga Paceña de Fútbol                   | La Paz          | Entre Ríos |
| Liga Santaelenense de Fútbol            | Santa Elena     | Entre Ríos |
| Liga Bellavistense de Fútbol            | Bella Vista     | Corrientes |
| Liga Saenzpeñense de Fútbol             | Sáenz Peña      | Chaco      |

#### Región Norte
| Liga                             | Ciudad                | Provincia           |
| -------------------------------- | --------------------- | ------------------- |
| Liga Chacarera de Fútbol         | San Isidro            | Catamarca           |
| Liga Chileciteña de Fútbol       | Chilecito             | La Rioja            |
| Liga Dep. de Fútbol de El Carmen | El Carmen             | Jujuy               |
| Liga Santiagueña de Fútbol       | Santiago del Estero   | Santiago del Estero |
| Liga Tucumana de Fútbol          | San Miguel de Tucumán | Tucumán             |

#### Área Metropolitana de Buenos Aires
| Campeón de              | Ciudad                                        |
| ----------------------- | --------------------------------------------- |
| Primera División        | Conurbano bonaerense / Ciudad de Buenos Aires |
| Copa Argentina          | Conurbano bonaerense / Ciudad de Buenos Aires |
| Supercopa / Copa de Oro | Conurbano bonaerense / Ciudad de Buenos Aires |

### Fase final nacional
La Fase Final con 16 equipos se jugaba en una ciudad en la parte final del año. En 4 zonas de cuatro equipos. Los dos primeros se clasificaban a cuartos de final. Cuartos, semifinales y final se disputaban a un partido. El campeón obtenía cupo a la Copa Libertadores (en el caso de que Argentina tenga dos plazas), y a la próxima Supercopa.

## Historial
| 2018 | Ushuaia      | Villa La Ñata    | Boca Juniors     |           |           |           |
| 2019 | San Juan     | San Lorenzo      | Boca Juniors     |           |           |           |
| 2020 | Cancelado    | Cancelado        | Cancelado        | Cancelado | Cancelado | Cancelado |
| 2021 | Rawson       | Barracas Central | Boca Juniors     |           |           |           |
| 2022 | Buenos Aires | Barracas Central | San Lorenzo      |           |           |           |
| 2023 | Buenos Aires | Barracas Central | Boca Juniors     |           |           |           |
| 2024 | Buenos Aires | Pinocho          | Barracas Central |           |           |           |

1. ↑  No se disputó por la pandemia de Covid-19.

### Títulos por club
| Equipo           | Títulos | Subcampeonatos | Años campeón     | Años subcampeón        |
| ---------------- | ------- | -------------- | ---------------- | ---------------------- |
| Barracas Central | 3       | 1              | 2021, 2022, 2023 | 2024                   |
| San Lorenzo      | 1       | 1              | 2019             | 2022                   |
| Villa La Ñata    | 1       | 0              | 2018             |                        |
| Pinocho          | 1       | 0              | 2024             |                        |
| Boca Juniors     | 0       | 4              |                  | 2018, 2019, 2021, 2023 |